# دوم: دوران تاریکی
دووم: دوران تاریکی (به انگلیسی: Doom: The Dark Ages) یک بازی شوتر اول شخص در دست ساخت است که توسط اید سافتور توسعه یافته و به‌وسیلهٔ بتزدا سافت‌ورکز منتشر خواهد شد. این بازی قرار است هشتمین عنوان اصلی در مجموعه دوم و سومین قسمت از سری مدرن این فرنچایز باشد که پس از دوم اترنال سال ۲۰۲۰ عرضه می‌شود. به لحاظ روایی، این بازی به‌عنوان یک پیش‌درآمد برای دوم عمل می‌کند. تاریخ انتشار این بازی برای مایکروسافت ویندوز، پلی‌استیشن ۵ و ایکس‌باکس سری اکس/اس در سال ۲۰۲۵ برنامه‌ریزی شده است.